# ماناكا إيوامي
ماناكا إيوامي (石見 舞菜香 Manaka Iwami) هي ممثلة يابانية من مواليد 30 أبريل 1998 بسايتاما، باليابان، نالت الشهرة بسرعة منذ بدايتها في التمثيل، الممثلة تابعة لوكالة Pro-fit لمؤدي الأصوات.

## أدوارها في الأنمي

### مسلسلات أنمي تلفزيونية
- أطفال الحوت (2017)[3] - ريكوسو
- جيمرز! (2017)[4] - شياكي هوشينوموري
- لعبة جديدة!! (2017) [5] - هوتارو هوشيكاوا
- ري:كرياتورز (2017) - تالكر، إيرينا
- نهاية العالم (2017)[6] - نيكس، لاكيش
- جميلة مثل القمر (2017) - مياموتو أيرا
- أوراهارا (2017) - كوتوكو واتاتسوموغي
- الطبخ في الأخرة (2018) - تشيبي
- تادا-كن لايقع في الحب (2018) [7] - تيريزا واغنر

- ريفيجنز (2019) - مارين تيماري

### أفلام
- ماكيا:عندما تزهر زهرة الوعد (2018) - ماكيا

### ألعاب الفيديو
- Othellonia[8] - رادولا
- Uma Musume Pretty Derby - ريس شاور

## مواقع خارجية
- ماناكا إيوامي على موقع IMDb (الإنجليزية)
- ماناكا إيوامي على موقع ميوزك برينز (الإنجليزية)
- ماناكا إيوامي على موقع قاعدة بيانات الفيلم (الإنجليزية)
- ماناكا إيوامي على موقع كينوبويسك (الروسية)
- ماناكا إيوامي على موقع ANN person (الإنجليزية)

- الموقع الرسمي